# Чикала
Чика̀ла (на италиански: Cicala) е село и община в Южна Италия, провинция Катандзаро, регион Калабрия. Разположено е на 829 m надморска височина. Населението на общината е 829 души (към 2012 г.).